# Mistrzostwa Europy U-19 w Piłce Nożnej 2019
Mistrzostwa Europy do lat 19 w Piłce Nożnej 2019 – osiemnasty turniej mistrzostw Europy U-19 w piłce nożnej. Po raz pierwszy wydarzenie to rozgrywane było w Armenii. Rozpoczęło się ono 14 lipca, a zakończyło 27 lipca 2019 roku.
W turnieju mogli wystąpić jedynie zawodnicy, którzy spełniali wymagania dotyczące wieku. W latach 2020 i 2021 nie rozegrano mistrzostw z powodu pandemii COVID-19. Tytuł zdobyła młodzieżówka reprezentacji Hiszpanii.

## Zakwalifikowane zespoły
Do finałowego turnieju zakwalifikowało się 8 drużyn. Oprócz Armenii, która miała zapewniony start jako gospodarz, 7 innych zespołów uzyskało kwalifikację poprzez eliminacje.
| Reprezentacja   | Sposób kwalifikacji             | Ostatni występ w ME U-19 | Najlepszy wynik w ME U-19                              | Wynik        |
| --------------- | ------------------------------- | ------------------------ | ------------------------------------------------------ | ------------ |
| Armenia U-19    | gospodarz                       | 2005                     | Faza Grupowa (2005)                                    | Faza Grupowa |
| Irlandia U-19   | Zwycięzca grupy 1 (Elite Round) | 2011                     | Czwarte miejsce (2002), Półfinał (2011)                | Półfinał     |
| Czechy U-19     | Zwycięzca grupy 2 (Elite Round) | 2017                     | Finał (2011)                                           | Faza Grupowa |
| Norwegia U-19   | Zwycięzca grupy 3 (Elite Round) | 2018                     | Faza Grupowa (2002, 2003, 2005, 2018}                  | Faza Grupowa |
| Hiszpania U-19  | Zwycięzca grupy 4 (Elite Round) | 2015                     | Mistrzostwo (2002, 2004, 2006, 2007, 2011, 2012, 2015) | Mistrzostwo  |
| Francja U-19    | Zwycięzca grupy 5 (Elite Round) | 2018                     | Mistrzostwo (2005, 2010, 2016)                         | Półfinał     |
| Portugalia U-19 | Zwycięzca grupy 6 (Elite Round) | 2018                     | Mistrzostwo (2018)                                     | Finał        |
| Włochy U-19     | Zwycięzca grupy 7 (Elite Round) | 2018                     | Mistrzostwo (2003)                                     | Faza Grupowa |

## Sędziowie
| Imię i nazwisko       | Sędziowane spotkania |
| --------------------- | --- |
| Irfan Peljto          | Hiszpania U-19 2:1 Włochy U-19 (faza grupowa) Czechy U-19 0:3 Francja U-19 (faza grupowa) Portugalia U-19 0:2 Hiszpania U-19 (finał)           |
| Kristo Tohver         | Armenia U-19 1:4 Hiszpania U-19 (faza grupowa) Irlandia U-19 0:1 Francja U-19 (faza grupowa) Portugalia U-19 4:0 Irlandia U-19 (półfinał)      |
| Anastasios Papapetrou | Portugalia U-19 1:1 Hiszpania U-19 (faza grupowa) Irlandia U-19 2:1 Czechy U-19 (faza grupowa)                                                 |
| Nikola Dabanović      | Portugalia U-19 4:0 Armenia U-19 (faza grupowa) Norwegia U-19 1:1 Irlandia U-19 (faza grupowa)                                                 |
| Siergiej Iwanow       | Włochy U-19 0:3 Portugalia U-19 (faza grupowa) Czechy U-19 0:0 Norwegia U-19 (faza grupowa) Francja U-19 0:0, k. 3:4 Hiszpania U-19 (półfinał) |
| Filip Glova           | Armenia U-19 0:4 Włochy U-19 (faza grupowa) Francja U-19 1:0 Norwegia U-19 (faza grupowa)                                                      |

## Miasta i stadiony
Miastem-gospodarzem turnieju był Erywań.
| Erywań                                       | Erywań           | Erywań                       |
| -------------------------------------------- | ---------------- | ---------------------------- |
| Stadion Republikański im. Wazgena Sarkisjana | Stadion Urartu   | Stadion Akademii Piłkarskiej |
| Pojemność: 14 403                            | Pojemność: 4 860 | Pojemność: 1 428             |
|                                              |                  |                              |
| Erywań                                       |                  |                              |

## Faza grupowa
Do kolejnego etapu turnieju awansowały po dwie najlepsze drużyny z każdej grupy.
| Kryteria rozstrzygania kolejności zespołów w fazie grupowej |
| --- |
| Ranking drużyn w fazie grupowej ustalało się w następujący sposób: 1. Większa liczba punktów zdobytych we wszystkich meczach grupowych; 2. Większa liczba punktów zdobytych w meczach pomiędzy tymi drużynami; 3. Lepszy bilans zdobytych i straconych bramek w meczach pomiędzy tymi drużynami; 4. Większa liczba bramek zdobytych pomiędzy tymi drużynami; 5. Jeżeli po zastosowaniu kryteriów 1-4 pozostają drużyny, dla których nie rozstrzygnięto kolejności, kryteria 1-4 powtarza się z udziałem tylko tych drużyn, jeżeli kolejność jest nierozstrzygnięta, stosuje się dalsze punkty; 6. Lepszy bilans zdobytych i straconych bramek we wszystkich meczach grupowych; 7. Większa liczba bramek zdobytych we wszystkich meczach grupowych; 8. Klasyfikacja Fair Play turnieju finałowego: żółta kartka: −1 punkt; pośrednia czerwona kartka (druga żółta kartka): −3 punkty; bzpośrednia czerwona kartka: −3 punkty. 9. Współczynnik UEFA dla losowania rundy kwalifikacyjnej; 10. Losowanie. |

### Grupa A
| Zespół          | Pkt | M | W | R | P | Br+ | Br- | +/- |
| --------------- | --- | - | - | - | - | --- | --- | --- |
| Portugalia U-19 | 7   | 3 | 2 | 1 | 0 | 8   | 1   | +7  |
| Hiszpania U-19  | 7   | 3 | 2 | 1 | 0 | 7   | 3   | +4  |
| Włochy U-19     | 3   | 3 | 1 | 0 | 2 | 5   | 5   | 0   |
| Armenia U-19    | 0   | 3 | 0 | 0 | 3 | 1   | 12  | -11 |

| 14 lipca 2019 18:45 UTC+4:00 | Armenia U-19 · Jegiazarjan 51' | 1:4(0:1)Raport | Hiszpania U-19 · 33' Orellana · 58' Miranda · 64' Marqués · 90+7' Mollejo | Stadion Republikański im. Wazgena Sarkisjana, Erywań Widzów: 10 200 Sędzia: Kristo Tohver |
|                              |                                |                |                                                                           |                                                                                           |

| 14 lipca 2019 21:00 UTC+4:00 | Włochy U-19 | 0:3(0:1)Raport | Portugalia U-19 · 28' Cardoso · 46' Ramos · 52' Correia | Stadion Urartu, Erywań Widzów: 3 700 Sędzia: Siergiej Iwanow |
|                              |             |                |                                                         |                                                              |

| 17 lipca 2019 18:45 UTC+4:00 | Portugalia U-19 · Vieira 49' | 1:1(0:1)Raport | Hiszpania U-19 · 41' Miranda | Stadion Urartu, Erywań Widzów: 2 100 Sędzia: Anastasios Papapetrou |
|                              |                              |                |                              |                                                                    |

| 17 lipca 2019 21:00 UTC+4:00 | Armenia U-19 | 0:4(0:2)Raport | Włochy U-19 · 29', 56' Portanova · 32' Merola · 69' Raspadori | Stadion Republikański im. Wazgena Sarkisjana, Erywań Widzów: 8 780 Sędzia: Filip Glova |
|                              |              |                |                                                               |                                                                                        |

| 20 lipca 2019 21:00 UTC+4:00 | Portugalia U-19 · Vitinha 34' (k.) · Mário 50' · Gouveia 67', 88' | 4:0(1:0)Raport | Armenia U-19 | Stadion Republikański im. Wazgena Sarkisjana, Erywań Widzów: 5 750 Sędzia: Nikola Dabanović |
|                              |                                                                   |                |              |                                                                                             |

| 20 lipca 2019 21:00 UTC+4:00 | Hiszpania U-19 · Gavioli 61' (s.) · Ruiz 68' (k.) | 2:1(0:1)Raport | Włochy U-19 · 35' Merola | Stadion Akademii Piłkarskiej, Erywań Widzów: 1 300 Sędzia: Irfan Peljto |
|                              |                                                   |                |                          |                                                                         |

### Grupa B
| Zespół        | Pkt | M | W | R | P | Br+ | Br- | +/- |
| ------------- | --- | - | - | - | - | --- | --- | --- |
| Francja U-19  | 9   | 3 | 3 | 0 | 0 | 5   | 0   | +5  |
| Irlandia U-19 | 4   | 3 | 1 | 1 | 1 | 3   | 3   | 0   |
| Norwegia U-19 | 2   | 3 | 0 | 2 | 1 | 1   | 2   | -1  |
| Czechy U-19   | 1   | 3 | 0 | 1 | 2 | 1   | 5   | -4  |

| 15 lipca 2019 18:45 UTC+4:00 | Norwegia U-19 · Botheim 8' | 1:1(1:0)Raport | Irlandia U-19 · 81' Hodge | Stadion Akademii Piłkarskiej, Erywań Widzów: 1 100 Sędzia: Nikola Dabanović |
|                              |                            |                |                           |                                                                             |

| 15 lipca 2019 21:00 UTC+4:00 | Czechy U-19 | 0:3(0:1)Raport | Francja U-19 · 41' (k.) Flips · 48' (s.) Heidenreich · 52' Abi | Stadion Republikański im. Wazgena Sarkisjana, Erywań Widzów: 2 000 Sędzia: Irfan Peljto |
|                              |             |                |                                                                |                                                                                         |

| 18 lipca 2019 18:45 UTC+4:00 | Czechy U-19 | 0:0Raport | Norwegia U-19 | Stadion Akademii Piłkarskiej, Erywań Widzów: 700 Sędzia: Siergiej Iwanow |
|                              |             |           |               |                                                                          |

| 18 lipca 2019 21:00 UTC+4:00 | Irlandia U-19 | 0:1(0:0)Raport | Francja U-19 · 83' Isidor | Stadion Urartu, Erywań Widzów: 1 820 Sędzia: Kristo Tohver |
|                              |               |                |                           |                                                            |

| 21 lipca 2019 21:00 UTC+4:00 | Irlandia U-19 · Afolabi 35' · Coffey 81' | 2:1(1:0)Raport | Czechy U-19 · 79' Kušej | Stadion Akademii Piłkarskiej, Erywań Widzów: 700 Sędzia: Anastasios Papapetrou |
|                              |                                          |                |                         |                                                                                |

| 21 lipca 2019 21:00 UTC+4:00 | Francja U-19 · Ngoumou 61' | 1:0(0:0)Raport | Norwegia U-19 | Stadion Urartu, Erywań Widzów: 1 780 Sędzia: Filip Glova |
|                              |                            |                |               |                                                          |

## Faza pucharowa
W fazie pucharowej uczestniczyły 4 zespoły, które awansowały z fazy grupowej. Rozegrane zostały półfinały. Zwycięzcy tych spotkań zagrali o tytuł mistrzowski. W każdym ze spotkań fazy pucharowej mecz zakończony w regulaminowym czasie remisem musiał być rozstrzygnięty poprzez trzydziestominutową dogrywkę. Jeżeli wynik nadal pozostał nierozstrzygnięty, następowała seria rzutów karnych.
UWAGA: W nawiasach podane są wyniki po rzutach karnych.
|  | Półfinały         | Półfinały      |                   |       | Finał | Finał |
|  |                   |                |                   |       |       |       |
|  | 24 lipca – Erywań |                |                   |       |       |       |
|  |                   |                |                   |       |       |       |
|  | Portugalia U-19   | 4              |                   |       |       |       |
|  | Portugalia U-19   | 4              | 27 lipca – Erywań |       |       |       |
|  | Irlandia U-19     | 0              |                   |       |       |       |
|  | Irlandia U-19     | 0              | Portugalia U-19   | 0     |       |       |
|  | 24 lipca – Erywań |                | Portugalia U-19   | 0     |       |       |
|  |                   | Hiszpania U-19 | 2                 |       |       |       |
|  | Francja U-19      | Hiszpania U-19 | 2                 | 0 (3) |       |       |
|  | Francja U-19      |                |                   | 0 (3) |       |       |
|  | Hiszpania U-19    | 0 (4)          |                   |       |       |       |
|  | Hiszpania U-19    | 0 (4)          |                   |       |       |       |

### Półfinały
| 24 lipca 2019 18:00 UTC+4:00 | Portugalia U-19 · Vitinha 31' (k.) · Ramos 45+2', 59', 90+6' | 4:0(2:0)Raport | Irlandia U-19 | Stadion Urartu, Erywań Widzów: 750 Sędzia: Kristo Tohver |
|                              |                                                              |                |               |                                                          |

| 24 lipca 2019 21:00 UTC+4:00                     | Francja U-19 | 0:0 dogr. k. 3:4(0:0, 0:0, 0:0)Raport             | Hiszpania U-19 | Stadion Republikański im. Wazgena Sarkisjana, Erywań Widzów: 4 350 Sędzia: Siergiej Iwanow |
|                                                  |              |                                                   |                |                                                                                            |
|                                                  |              | Rzuty karne                                       |                |                                                                                            |
| Begraoui · Isidor · Caqueret · Ndicka · Marcelin |              | Mollejo · Marqués · Guillamón · Orellana · Torres |                |                                                                                            |

### Finał
| 27 lipca 2019 20:30 UTC+4:00 | Portugalia U-19 | 0:2(0:1)Raport | Hiszpania U-19 · 34', 51' Torres | Stadion Republikański im. Wazgena Sarkisjana, Erywań Widzów: 7 150 Sędzia: Irfan Peljto |
|                              |                 |                |                                  |                                                                                         |

## Strzelcy
Bramki z serii rzutów karnych nie są wliczane do klasyfikacji strzelców.

### 4 gole
- Gonçalo Ramos

### 2 gole
- Juan Miranda
- Ferran Torres
- Tiago Gouveia
- Vitinha
- Davide Merola
- Manolo Portanova

### 1 gol
- Arsen Jegiazarjan
- Vasil Kušej
- Charles Abi
- Alexis Flips
- Wilson Isidor
- Nathan Ngoumou
- Alejandro Marqués
- Víctor Mollejo
- Jandro Orellana
- Abel Ruiz
- Jonathan Afolabi
- Barry Coffey
- Joe Hodge
- Erik Botheim
- Gonçalo Cardoso
- Félix Correia
- João Mário
- Fábio Vieira
- Giacomo Raspadori

### Gole samobójcze
- David Heidenreich (dla  Francja U-19)
- Lorenzo Gavioli (dla  Hiszpania U-19)

## Klasyfikacja końcowa
| Miejsce                        | Reprezentacja   |
| ------------------------------ | --------------- |
| Strefa medalowa                |                 |
| złoto                          | Hiszpania U-19  |
| srebro                         | Portugalia U-19 |
| brąz                           | Francja U-19    |
| brąz                           | Irlandia U-19   |
| Wyeliminowane w fazie grupowej |                 |
| 5.                             | Włochy U-19     |
| 6.                             | Norwegia U-19   |
| 7.                             | Czechy U-19     |
| 8.                             | Armenia U-19    |